# Ziya’-ud-Din Barani
Ziya’-ud-Din Barani oder Ziya’-ud-Din Barni, Persisch und Urdu: ضیاء الدین برنی, DMG Żiyāʾ ad-Dīn Baranī, Hindi: ज़ियाउट्टीन बरनी (* 1285; † nach 1357) war ein indischer Historiker und der erste bekannte Muslim, der eine Geschichte Indiens verfasste. Er war ein hoher Beamter (mit dem Titel eines Nadim), der siebzehn Jahre am Hofe des Sultans Muhammad Tughlak lebte.
Neben dem Bericht des Ibn Battūta zählt seine in persischer Sprache verfasste Geschichte zu den besten Quellen über diesen Herrscher. Dieses 1357 verfasste Tārīkh-e Fīrūzshāhī enthält eine Geschichte der Sultane von Delhi vom islamischen Jahr 662 (1263) bis zum Jahr 758 (1357). Seine Geschichte ist jedoch nicht als Tatsachenbericht aufzufassen, sondern soll darstellen, dass die Sultane von Delhi Erfolg hatten, indem sie sich an das islamische Gesetz hielten, oder aber scheiterten, weil sie dies nicht taten.

## Werke
- Tārīkh-e Fīrūzshāhī, ein moralistisches Geschichtswerk über die Sultane von Delhi
- Fatāwā-ye Jahāndāri, ein philosophisches Werk über gute Regierung

Beide Bücher ergänzen sich. Das Geschichtswerk soll Baranis Geschichtsphilosophie mit der Regierung der Sultane der letzten hundert Jahre belegen, und das philosophische Buch untermauert Baranis Sicht von Geschichte als Anwendung islamischen Rechts.

## Übersetzungen
- Henry Miers Elliot, John Dowson: The History of India as told by its own Historians. London 1867–1877
- Z̤iyāʾ al-Dīn Baranī: Tārīkh-e Fīrūzshāhī. English: Tarikh-i-Firoz Shahia / Zia-ud Din Barni; aus dem Urdu übersetzt und herausgegeben von H.M. Elliot, John Dowson. Sang-E-Meel Publications, Lahore 2006, ISBN 969-35-1803-9. (Previous ed. Sind Sagar Academy, Lahore 1974)

## Ausgaben
- Saiyid Aḥmad Ḫān, Wīlyam Nāsau Līs u. a. (Hrsg.): The Tarikhi Feroz-Shahi of Ziaa al-Din Barni. Repr. of the ed. Calcutta 1860–1862. Osnabrück : Biblio Verlag, 1981.
- Shaikh Abdur Rashid (Hrsg.): Tārīh-i Fīrūzšāhī / Šaiḫ ’Abd-ar-Rašīd (Hrsg.): Ḍiyāʾ-ad-Dīn Baranī. Aligarh : Muslim Univ., Department of History, 19XX
- Bih Taṣḥīḥ, Sar Sayyid Aḥmad (Hrsg.): Tārīḫ-i Fīrūz Šāhī (Ḍiyāʾ-ad-Dīn Baranī). ʿAlīgaŕh : Sar Sayyid Akaid́amī, ʿAlīgaŕh Muslim Yunīv., 2005.

## Namensvarianten
Ḍiyāʾ-ad-Dīn Ḍiyāʾ-Barnī, Barni, Zia-ud-din Barani, Ziauddin Barani, Barani, Diya-ad-Din Barani, Ziya’-ud-Din Barni, Ziaa-al-Din Barni